# Acranthera bullata
Acranthera bullata är en måreväxtart som beskrevs av Elmer Drew Merrill. Acranthera bullata ingår i släktet Acranthera och familjen måreväxter. Inga underarter finns listade i Catalogue of Life.